# Dreams (sang af Fleetwood Mac)
"Dreams" er en sang af det britisk-amerikanske rockband Fleetwood Mac fra dere 11. studiealbum Rumours (1977). I USA blev "Dreams" udgivet som den anden single fra albummet den 24. marts 1977, mens den i Storbritannien blev udgivet som den tredje single i juni 1977. Der blev lavet en liveoptagelse, hvor bandet optræder med sangen, til en musikvideo .
I USA nåede "Dreams" førstepladsen på Billboard Hot 100-hitlisten. Det var gruppens eneste sang, der nåede førstepladsen, og den solgte over en million eksemplarer. I Canada nåede den også førstepladsen på RPM Top 100 Singles-hitlisten.
I 1998 indspillede den irske gruppe The Corrs en coverversion af sangen på deres andet studiealbum, Talk on Corners, og sangen nåede i top 10 i både Storbritannien og Irland.

## Hitlister
| År (1977)                            | Højeste placering |
| ------------------------------------ | ----------------- |
| Australia (Kent Music Report)        | 19                |
| Canada Top Singles (RPM)             | 1                 |
| Germany (GfK)                        | 33                |
| Netherlands (Dutch Top 40)           | 8                 |
| New Zealand (Recorded Music NZ)      | 16                |
| UK Singles (Official Charts Company) | 24                |
| US Billboard Hot 100                 | 1                 |
| US Adult Contemporary (Billboard)    | 11                |

| Hitliste (1977)          | Placering |
| ------------------------ | --------- |
| Canada Top Singles (RPM) | 18        |
| US Billboard Hot 100     | 39        |

## The Corrs' version
The Corrs indspillede oprindeligt "Dreams" til Legacy: A Tribute to Fleetwood Mac's Rumours, 20-års jubilæumsalbummet, der også indeholdt "Don't Stop" af Elton John, "You Make Loving Fun" af Jewel og andre sange fra Goo Goo Dolls og Cranberries. Nummeret blev derefter remixet af Todd Terry for at blive udgivet som single. Det blev deres første store hit i Storbritannien, hvor den nåede nummer 6 på UK Singles Chart og den tilbragte 10 uger på listen. Den tilhørende musikvideo vandt prisen som "Best Adult Contemporary Video" i musikmagasinet Billboard i 1998. The Corrs' andet studiealbum, Talk on Corners, blev derefter udgivet med "Dreams" på tracklisten.
The Corrs optrådte med "Dreams" sammen med Mick Fleetwood fra Fleetwood Mac ved deres koncert i Royal Albert Hall på Skt. Patricks dag, 1998 (der også var Caroline Corrs 25-års fødselsdag).

### Hitlister
| Chart (1999)                    | Peak position |
| ------------------------------- | ------------- |
| Australian ARIA Singles Chart   | 47            |
| Canadian Adult Contemporary     | 10            |
| Canadian RPM Top 100 Singles    | 38            |
| French Singles Chart            | 52            |
| German Singles Chart            | 73            |
| Irish Singles Chart             | 6             |
| Netherlands Mega Single Top 100 | 71            |
| UK Singles Chart                | 6             |

### Certificeringer
| Land           | Certificering | Salg     |
| -------------- | ------------- | -------- |
| Storbritannien | Sølv          | 200,000+ |